# Keréknyomok (Málta)
Az úgynevezett keréknyomok (angolul cart ruts) Málta legismertebb és legtitokzatosabb archeológiai emlékei közé tartoznak. Keletkezésük idejét általában a kőkor végére vagy a bronzkorra teszik, bár nagyon eltérő elméletek is születtek. Az egymással többnyire párhuzamosan futó, több kilométer hosszan a felszíni mészkőbe vájt nyomok eredete és rendeltetése sok kutatót foglalkoztat.

## Málta őstörténete
Málta első lakosai valószínűleg a Stentinello-kultúra tagjai voltak, és i. e. 5200 körül érkezhettek Szicíliából. Barlangokban éltek (il-Mixta Għarbban vagy Għar Dalam Dél-Maltán). A korai telepesek kis, agyagból és ágakból épült kunyhókból álló telepeken éltek, nincs adat nagyobb falvakról. i. e. 3600 körül a Ġgantija építésével megkezdődött a templomépítők avagy a templomok kora. Ma körülbelül 25 templomról tudunk, ennél jóval több is lehetett. Ezek az építkezések arra utalnak, hogy békés, jól szervezett társadalomban éltek. Hosszas hanyatlás után i. e. 2500–2300 körül a templomépítők kora hirtelen véget ért. Málta következő lakói bronzkori bevándorlók voltak Szicília, Itália déli része és Görögország felől. i. e. 1450 körül aztán újabb bevándorlók érkeztek (Borġ in-Nadur-szakasz), valószínűleg Szicíliából. Ez a népcsoport nagyban különbözött elődeitől: harcosok voltak bronzfegyverekkel, építkezéseik erődített településeikre korlátozódtak, és elégették a halottaikat. Nem világos azonban, hogy a háborúk nyomai külső támadók elleni védekezésből származnak-e, vagy a szigeteken belül jött létre több közösség, amelyek egymás ellen háborúztak. A következő, Baħrija-szakasz i. e. 900 körül kezdődött, és az új népcsoport egymás mellett élt a korábbi lakossággal, de viszonyuk nem tisztázott. Ez a korszak a föníciaiak megjelenésével ért véget kb. i. e. 700 körül.

## A keréknyomok

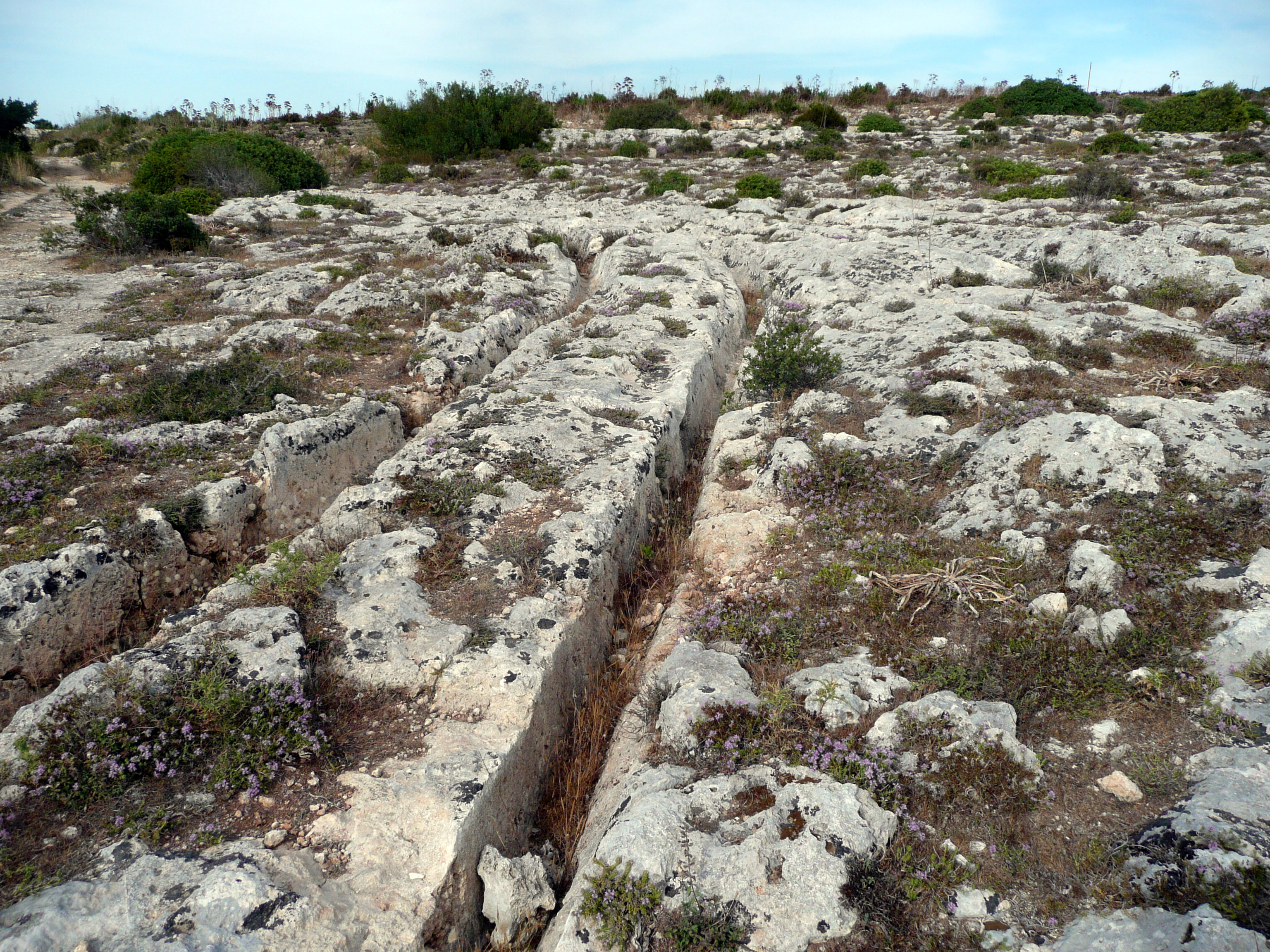
V alakú nyomok Misraħ Għar Il-Kbirnél

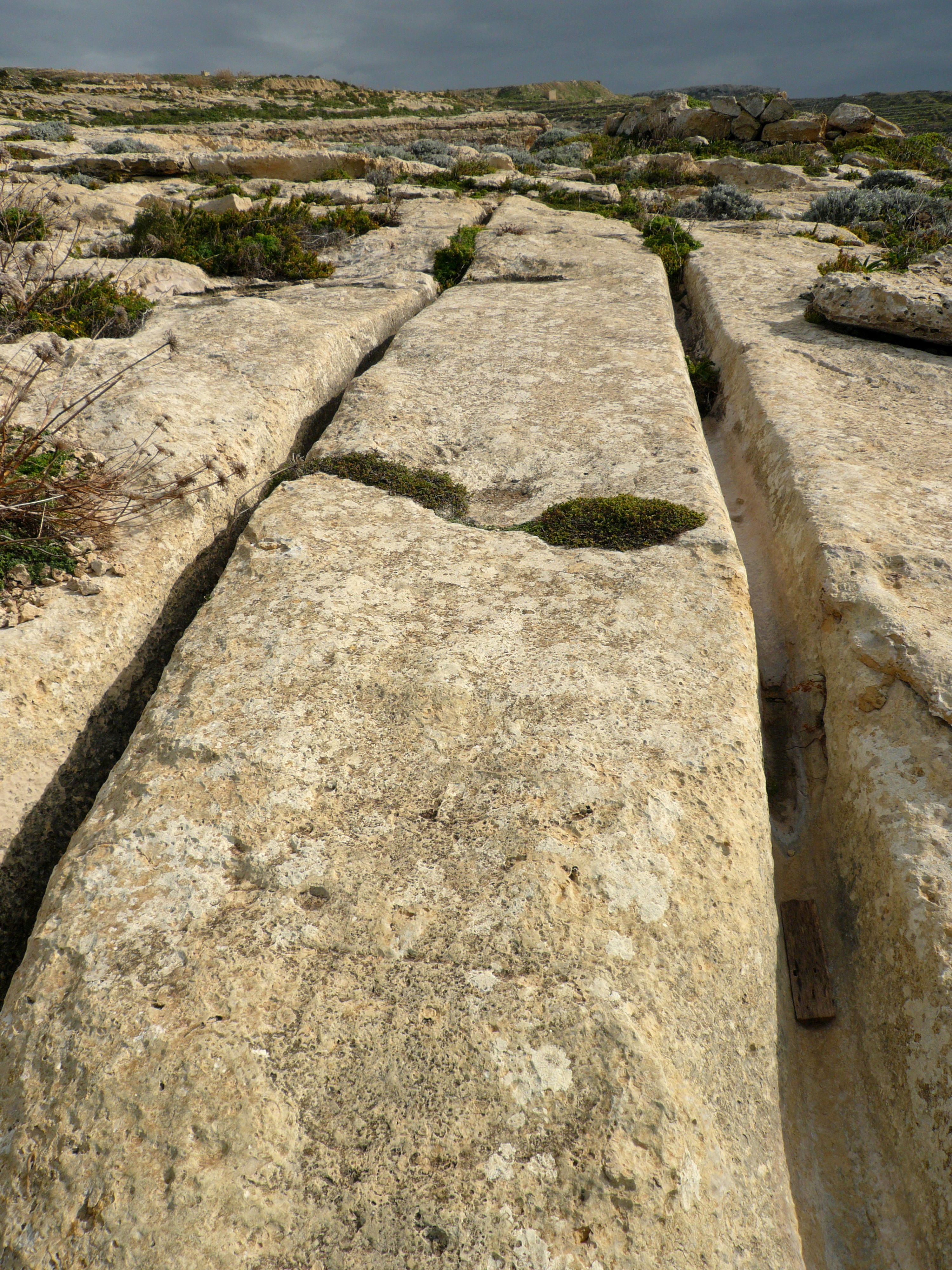
Széles, U alakú nyomok Dwejránál

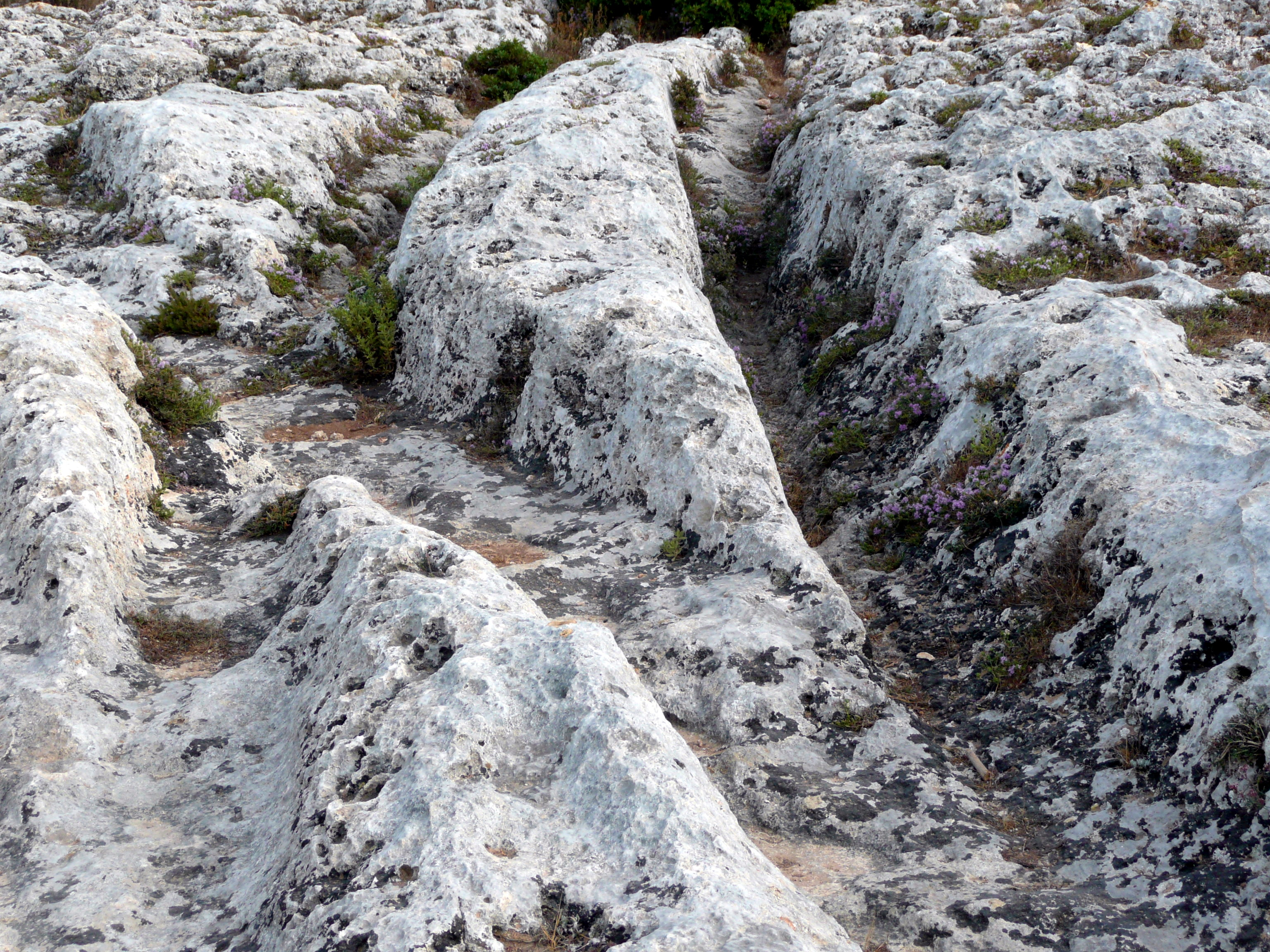
Elágazás

### A nyomok
A két nagy szigeten fennmaradt, sziklába mélyedő vágatok néhány centiméter (2-67) mélyek, mélységük meglehetősen gyorsan változhat. Keresztmetszetük U vagy V. Szélességük a nyílásnál 8 és 53 centiméter, az aljukon 6 és 14 cm között változik. Nyomtávolságuk átlagosan 1,4 méter, Naxxar környékén 130–152 cm, Buskett-Dingli környékén 137–160 cm, Misraħ Għar Il-Kbirnél (Clapham Junction) 137–141 cm között ingadozik. Legtöbbjük párhuzamos, ám vannak széttartó, egymást keresztező illetve egymás fölött futó párok is. Hosszú kilométereken át kanyarognak hegytetők és völgyek között, néhol a tengerben, máshol egy szikla alján és tetején folytatódnak, bár ezeknek földtörténeti magyarázata is lehet. A leghosszabb 18 kilométeren át követhető. Futásukból ítélve jelenleg a bronzkori telepekhez kötik őket, mibenlétükre nincs egységesen elfogadott magyarázat.
Elsőként Gian Francesco Abela írta le őket 1647-ben, és az Észak-Afrikába követ szállító arabok kocsijaitól származtatta. Emmanuel Magri, több lelőhely, köztük a Ħal Saflieni-i hipogeum első kutatója megjegyzi, hogy Filfla szigetén is látott keréknyomokat.

### Eredetük általánosan elfogadott elmélete
Szinte bizonyosan elmondható, hogy a keréknyomok történelem előttiek, ugyanis Málta legkorábbi történelmi lakóinak, a föníciaiknak a sírjai helyenként a nyomokba vannak vájva. Mivel egyes nyomok a tengerben is folytatódnak, azoknak a területeknek is a tengerszint felett kellett lenniük a nyomok keletkezésekor, tehát a nyomok mindenképpen kőkoriak. Ennek ellentmondhat az a tény, hogy Málta egyes területei eltérő mértékben képesek elmozdulni a szigetet átszelő vetődések mentén, ezért egyes területek mai szintjéből nem következtethetünk az egész szigetre.
A keréknyomok mai ismereteink szerint egyértelműen szállítási útvonalaknak tűnnek, helyenként azonban olyan szűk kanyarokat írnak le, hogy egyesek kizárták, hogy kocsiktól származnának. A ma elfogadott álláspont szerint valamiféle szállítóeszköz nyomai, ám ennek formájáról és működéséről csak feltételezések ismertek. A mélyedések nyomtávolsága nem állandó, ez kerekes kocsik használata ellen szól. Inkább hosszanti rúdjai elejével a vonóállat hátára támaszkodó, hátuljával a földön csúszó szánféle vájhatta őket. Ha egy vájat túl mély lett a szánok számára, egyszerűen mellette haladtak tovább, ez magyarázhatja a sok párhuzamosan futó vájatot. Mások véleménye szerint nem származhatnak állat-vontatta eszközöktől, akkor ugyanis az állat nyomainak is fenn kellett volna maradniuk. Egyes vájatok ráadásul látszólag szándékosan, emberi erővel készülhettek. Azonban felmerül, hogy mi értelme lett volna ilyen durva vájatokat készíteni, amelyeknek a felszínén semmivel nem könnyebb húzni valamit, mint a környező kőzeten?
A nyomok kivétel nélkül a két korallmészkő rétegben fordulnak elő. Azonban egy fából készült eszköz mozgása megkarcolni sem volna képes a kemény korallmészkövet. Erre az egyetlen magyarázat az lehet, hogy mivel a mészkő csak a levegőn szilárdul meg, a bronzkorban, az első szállítóeszközök elhaladásakor még talaj borította. Az első szán mély nyomot hagyhatott benne, amelyet a többi tovább mélyített. Ahogy a vájat sokáig érintkezett a levegővel, például mert a szállítások letakarították róla a földet, megszilárdult. A nyomok közt akkor még meglévő föld lehet az oka annak is, hogy a vontató állatok nyomai eltűntek, ez választ kínál egyes kutatók véleményére, miszerint a szánokat csak emberi erővel mozgathatták. Ugyanakkor azt is jelzi, hogy nem kellett szükségszerűen súlyos terheket szállítaniuk, ugyanannak a nyomnak a gyakori használata is bemélyíthette a kőbe a vájatot. Felmerül azonban a kérdés, hogy mivel sehol nincsenek „kitérők”, a vájatok csak egyirányú forgalmat szolgáltak volna?

### Dmitri Bekh-Ivanov komplex elmélete
Dmitri Bekh-Ivanov azzal egészíti ki a mészkő megszilárdulásának magyarázatát, hogy a Málta körüli tenger vízszintje – és ezzel Málta partvonala – i. e. 5000 körül állapodott meg a mai formájában, a nyomok létrejöttének idején Málta szigetei épphogy csak kiemelkedhettek a tengerből, így a ma 250 méter magasan lévő vájatok is a tengerpart közelében lehettek. Az azóta eltelt idő rövidségét kevéssé tudományos, szinte mitikus módokon magyarázza, ám tény, hogy a Földközi-tenger visszahúzódása vagy előretörése illetve Afrika közeledése hatalmas nyomáskülönbséget okozhatott a kőzetlemezben, ami a törésvonalak (fault) mentén kiválthatta egyes lemezdarabok (a szigetek, illetve a mai dombtetők) geológiailag nagyon gyors kiemelkedését is. Más területek törésvonalainál ez természetesen fordítva is bekövetkezhetett, így egy Szicília-Málta földhíd esetleges lakói valódi „bibliai” özönvizet élhettek át.
A keréknyomok elmélete szerint a tektonikai változások miatt a tengertől távol került lakosok költözési útvonalai, amelyeken csónakjaikat a vízhez vontatták, még mielőtt az üledékes felszín kemény kővé szilárdult volna. Ez azt jelenti, hogy sok útvonalat csak egyszer használtak. Ezt azzal támasztja alá, hogy a nyomok szinte mindenütt a tenger felé vezetnek. Az egyik napról a másikra történő kiemelkedésnek a bizonyítékát abban is látja, hogy a déli part két sziklasora közti nyomok nem a tengerhez tartanak, sem a felső sziklaperem felé, hanem Misraħ Għar Il-Kbir irányába, ahol a felső sziklafal megszűnik. A szűk sziklapárkányon rekedt emberek itt visszajuthattak a szigetre, és északon a lejtő felé haladhattak tovább. A költözés idején létező tómaradványok (növényekkel benőtt iszapos medencék) magyarázatot adhatnak arra is, miért tűnnek el, majd jelennek meg újra a nyomok, ugyanis a vastag iszapban a szánok talpa nem mindenhol érhette el a mészkő felszínét. Ugyanez lehet az oka annak is, hogy nincs nyoma a vájatokból kipréselt anyagnak, és hogy a nyomok – a beléjük folyt iszap miatt – megmaradtak, amíg a kőzet megszilárdult.

### Egyéb elméletek
- Sokan kapcsolják a keréknyomokat a megalitikus építményekhez, azok építőihez. Bár helyenként látszólag kötődnek a kőkori templomokhoz (pl. Mnajdra, Ħaġar Qim, Skorba vagy Borġ l-Imramma esetében), a legtöbb helyen ez nem igaz, ezért nem tekinthető mérvadónak. Ahol a templomok közelében haladnak el, ott sem változtatnak irányt, vagy kanyarodnak az építmények felé.[5]
- C. Saliba kutatásai annak fényében vizsgálták a keréknyomokat, hogy többnek láthatóan köze van a szigetek kőfejtőihez. Ő azonban föníciai-római korinak tartja őket, és állításait helyenként ingatag bizonyítékokkal tudja igazolni. A kőfejtőkhöz való fizikai kapcsolat is csak a vonalak egyötödénél igaz.[7]
- Az egyik elképzelés szerint mesterségesen vájták őket, majd a közlekedő kocsik mélyítették tovább.
- Az About.com oldal fórumán egy olvasó felvetette, hogy a megalitok szállításához használt görgetőkövek számára lehettek „sínek”, ám ezt azóta sem vizsgálta senki, és az a tény is ellentmond neki, hogy – mint említettük – a nyomok nem térnek ki a megalitikus építmények irányába.
- Újra és újra előkerül az az elképzelés is, miszerint az esővíz elvezetésére szolgáló csatornák lennének.[5] Ám ez nem ad magyarázatot arra, miért párban készítették őket.
- Természetesen itt is felmerül a földönkívüliek tevékenysége, mint a vájatok – őskornál sokkal újabb – keletkezésének oka.

## Helyszínek
Málta szigetein mintegy 150 helyen felismerhetők a felszínen futó nyomok, ám korábbi leírások alapján ezek száma sokkal nagyobb is lehetett, amíg az időjárás, építkezés, bányászat és a turizmus el nem pusztította őket. A leghíresebb helyszín Misraħ Għar Il-Kbir (Clapham Junction, ahogy David Trump archeológus nevezte el a londoni pályaudvar után) Dingli mellett. Gozo szigetén Dwejra, Qala és Ta' Ċenċ szikláin a legjobban megfigyelhetők. Néhány helyszín pontos adatai:
| Helyszín                               | Szélességi fok | Hosszúsági fok |
| -------------------------------------- | -------------- | -------------- |
| Malta szigetén:                        |                |                |
| Misraħ Għar Il-Kbir (Clapham Junction) | 35° 51′ 06,07″ | 14° 23′ 45,20″ |
| Birżebbuġa                             | 35° 49′ 52″    | 14° 31′ 51″    |
| Dingli                                 | 35° 51′ 06,80″ | 14° 23′ 14,34″ |
| San Ġwann                              | 35° 54′ 40,40″ | 14° 28′ 41,00″ |
| San Pawl tat-Taġra, Naxxar             | 35° 55′ 34,60″ | 14° 26′ 19,74″ |
| Gozo szigetén:                         |                |                |
| Dwejra                                 | 36° 03′ 15,10″ | 14° 11′ 22,83″ |
| Ta' Ċenċ                               | 36° 01′ 05,39″ | 14° 15′ 06,86″ |

## Kapcsolódó oldalak
- Málta történelme
- Málta megalitikus templomai
- Gozo megalitikus építményei